# Musikåret 1852

## Händelser
- okänt datum – Ludwig Erk grundar i Berlin en blandad kör för bevarande av folksånger.
- 4 september - Adolphe Adams opera Si j'étais roi har premiär på Théâtre Lyrique i Paris.

## Födda
- 26 januari – Frederick Corder, brittisk kompositör.
- 1 april – Robert Freund, ungersk pianist och tonsättare.
- 14 april – Henrique Oswald, brasiliansk tonsättare och pianist.
- 30 september – Charles Villiers Stanford, irländsk kompositör.
- 21 november – Francisco Tárrega y Eixea, spansk kompositör och gitarrist.
- 24 november – Helena Munktell, svensk kompositör.
- 5 december – Thomas Laub, dansk organist och tonsättare.

## Avlidna
- 25 februari – Thomas Moore, 72, irländsk poet och sångtextförfattare.
- 23 mars – Alexis de Garaudé, 73, fransk tonsättare och musikpedagog.
- 6 juni – Tommaso Marchesi, 79, italiensk tonsättare.
- 24 september – Prins Gustaf, 25, svensk tonsättare.
- 22 november – August Alexander Klengel, 69, tysk kompositör.